# Южные тутчоне
Южные тутчоне (англ. Southern Tutchone) — индейский народ, живущий главным образом на юге и юго-западе территории Юкон, Канада.

## Территория и население
Южные тутчоне состоят в Совете южных тутчон. Совет управляет несколькими общинами первых наций Юкона:
- Шампейн и Эйшихик — центр в Хейнс-Джанкшен;
- Таан-Квачан — центр в Лейк-Лаберж 1;
- Кванлин-Дын — центр в резервации близ Уайтхорса;
- Клуэйн — центр в Беруош-Лендинг.

Население — около 1400 чел.

## Традиции и верования
Занимаются сезонной охотой и рыболовством, сбором ягод. До XX века сохраняли черты материнского рода. Являются католиками и протестантами, часть сохранила традиционные верования.

## Язык
Южные тутчоне относятся к индейцам Субарктики. Их язык является разновидностью языка тутчонской подгруппы атабаскской языковой семьи.